# Лотенбак
Лотенба́к (фр. Lautenbach) — коммуна на северо-востоке Франции в регионе Гранд-Эст (бывший Эльзас — Шампань — Арденны — Лотарингия), департамент Верхний Рейн, округ Тан — Гебвиллер, кантон Гебвиллер. До марта 2015 года коммуна в составе кантона Гебвиллер административно входила в состав округа Гебвиллер.
Площадь коммуны — 13,02 км², население — 1571 человек (2006) с тенденцией к стабилизации: 1574 человека (2012), плотность населения — 120,9 чел/км².

## Население
Численность населения коммуны в 2011 году составляла 1575 человек, а в 2012 году — 1574 человека.
| 1962 | 1968 | 1975 | 1982 | 1990 | 1999 | 2006 | 2008 | 2011 | 2012 |
| ---- | ---- | ---- | ---- | ---- | ---- | ---- | ---- | ---- | ---- |
| 1397 | 1262 | 1315 | 1372 | 1394 | 1572 | 1571 | 1570 | 1575 | 1574 |

Динамика населения:

## Экономика
В 2010 году из 1000 человек трудоспособного возраста (от 15 до 64 лет) 754 были экономически активными, 246 — неактивными (показатель активности 75,4 %, в 1999 году — 70,8 %). Из 754 активных трудоспособных жителей работал 691 человек (365 мужчин и 326 женщин), 63 числились безработными (33 мужчины и 30 женщин). Среди 246 трудоспособных неактивных граждан 68 были учениками либо студентами, 120 — пенсионерами, а ещё 58 — были неактивны в силу других причин.
На протяжении 2011 года в коммуне числилось 638 облагаемых налогом домохозяйств, в которых проживало 1565,5 человек. При этом медиана доходов составила 21229 евро на одного налогоплательщика.

## Достопримечательности (фотогалерея)

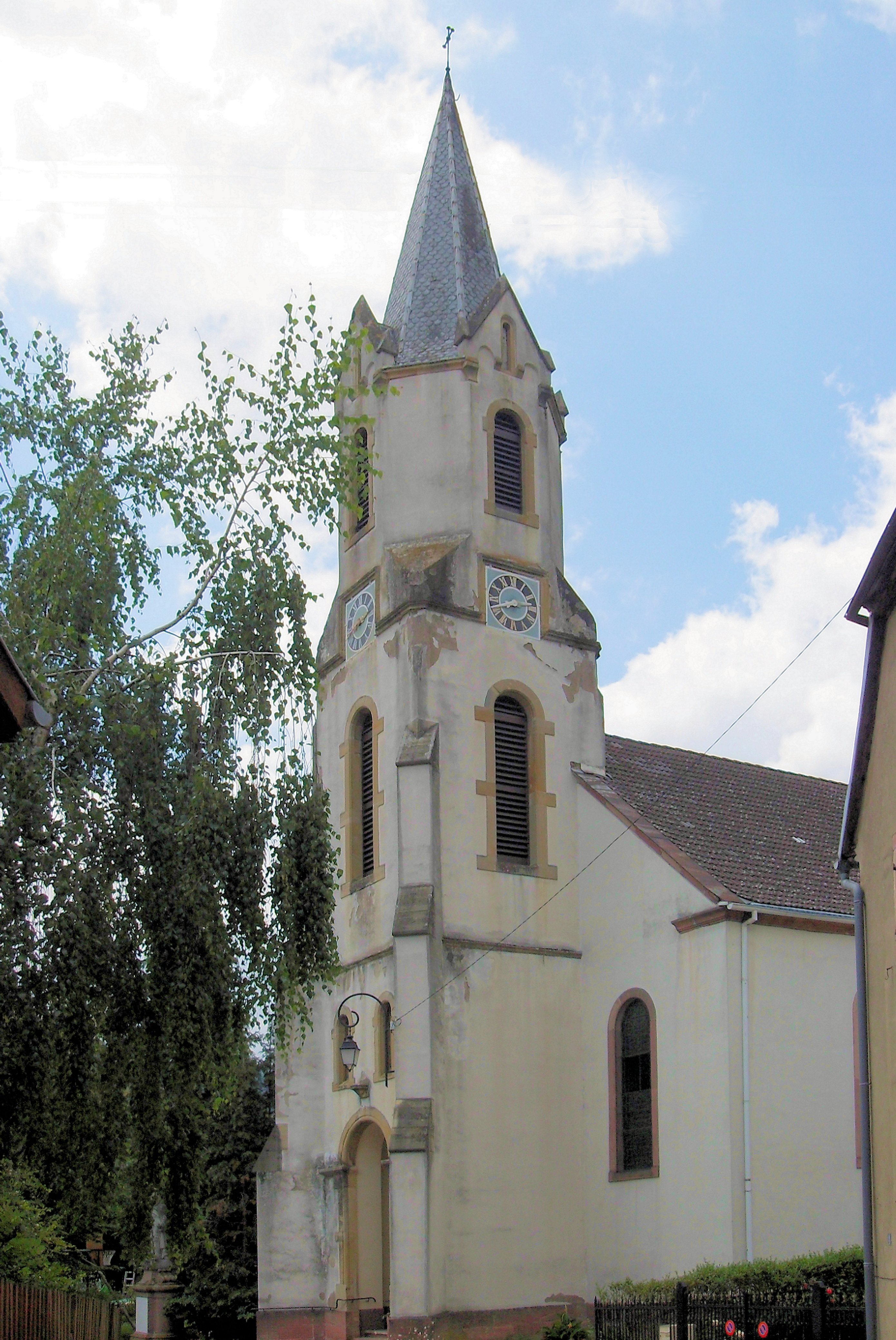
Колокольня церкви Сен-Мишель
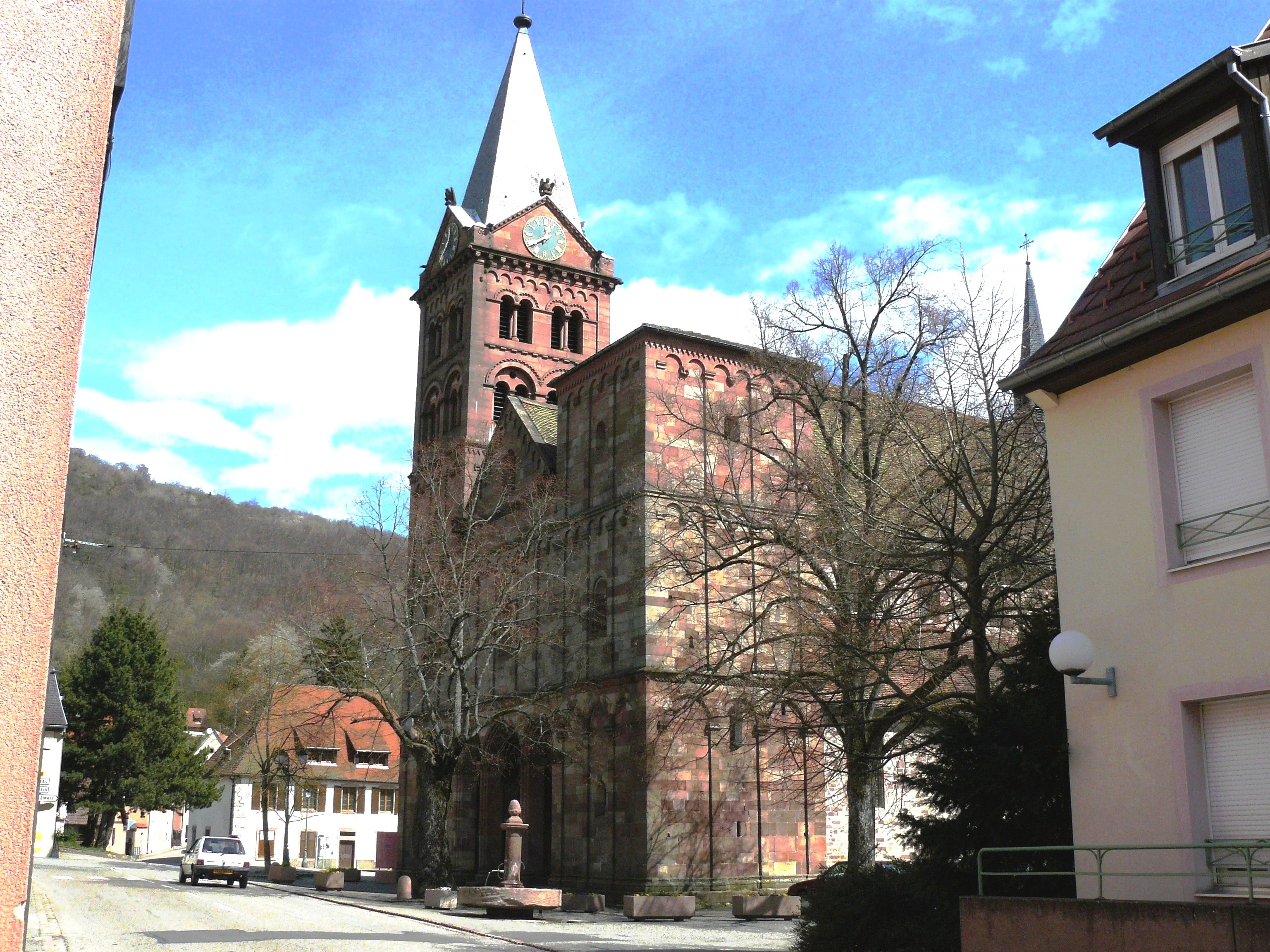
Собор
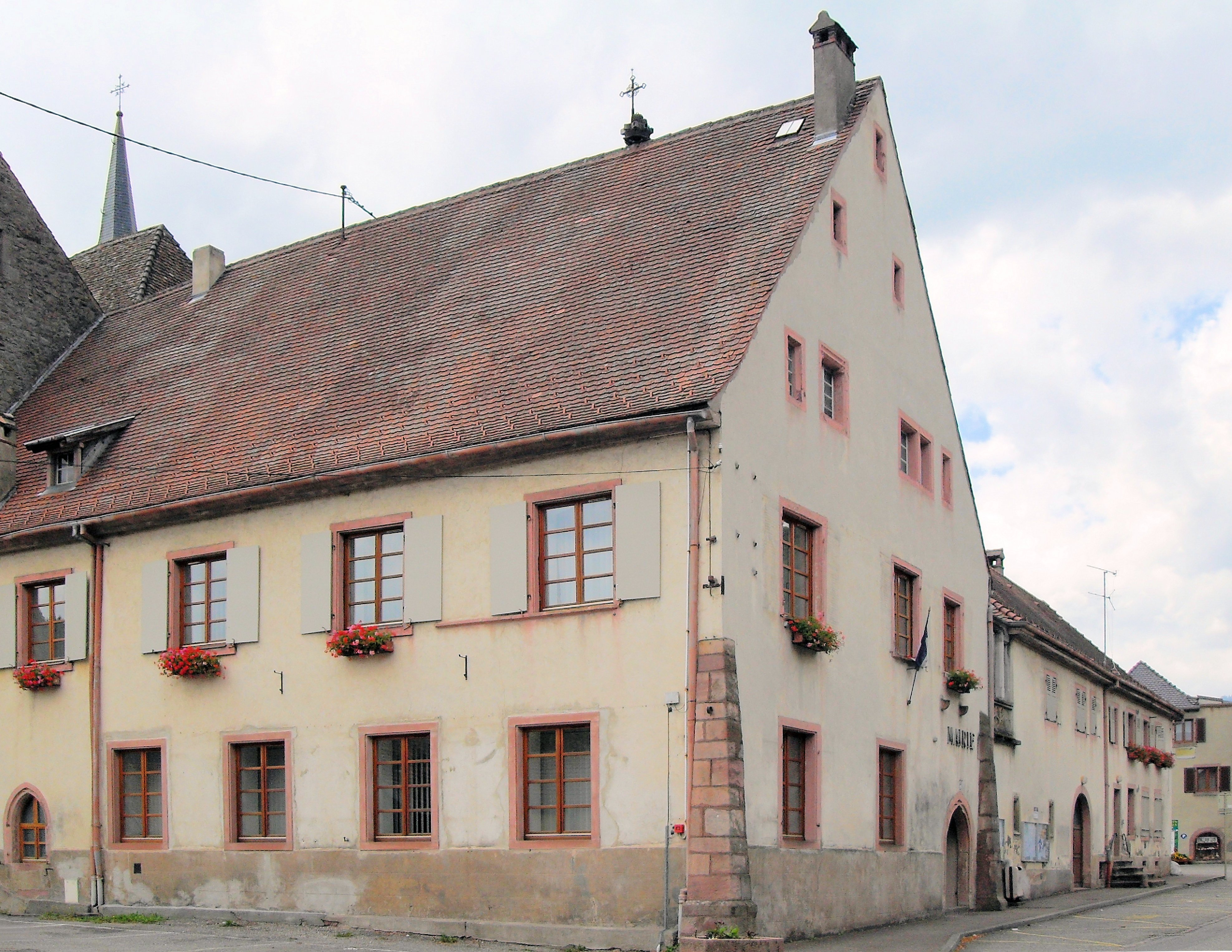
Здание мэрии